# Mattis Hörberg
Mattis Hörberg, född 1856 i Högaböke, Ringamåla socken i Blekinge län, död 28 januari 1926 i Högaböke, var en svensk bygdemålare.

## Biografi
Mattis Hörberg var son till småbrukaren Håkan Eriksson och Kerstin Larsdotter. Han växte upp under knappa omständigheter och började redan som barn syssla med teckning. Efter avslutad skolgång utbildade han sig till hantverksmålare i Kristianstad. Efter att han arbetat en tid för målarmästaren Fåhræus i Karlshamn flyttade han till Stockholm där han tog sig namnet Hörberg. Han var därefter under några år verksam i Nora innan han i slutet av 1880-talet återflyttade till sin hembygd. Han var verksam som vägg- och dekorationsmålare och förde traditionen från Måns Jönsson vidare som han biträtt i början av 1870-talet vid dekorationen av Kyrkhults kyrka. Flera av hans målningar finns bevarade, bland annat väggmålningar utförda 1890 på väv och papp i Påkamåla, Ringamåla socken, samt i Vekerum, Mörrums socken och i Östra Härnäs, Ringamåla socken som på ett naivt sätt beskriver det dagliga bygdelivet i trakten. För Urshults kyrka utförde han en dekorationsmålning på orgelbröstningen. Under sina sista levnadsår samlade han rim- och ritböcker med material som beskriver skildringar från socknens bygdeliv som har ett stort kulturhistoriskt värde.